# بحيرة كوشارو
بحيرة كوشّارو (بالإنجليزية: Lake Kussharo) و (باليابانية:屈斜路湖، تُنطق: كوشّاروكو) هي بحيرة بركانية تقع في إقليم هوكايدو شمالي اليابان، وتحديدًا ضمن منتزه أكان-ماشو الوطني، تُعد واحدة من أكبر البحيرات في هوكايدو وسادس أكبر بحيرة في اليابان، تشكّلت البحيرة ضمن كالديرا بركانية، وتحيط بها طبيعة جبلية وغابات كثيفة، مما يجعلها مقصدًا سياحيًا شهيرًا.

## نبذه
تتميّز البحيرة بمياهها العذبة وبوجود ينابيع حارة طبيعية على ضفافها، إضافة إلى شاطئ رملي حراري يُعرف بقدرته على طهي البيض بواسطة حرارة التربة، كما تُعرف المنطقة بجمالها الطبيعي في فصول السنة كافة، وخصوصًا في الخريف والشتاء، حيث تجتذب الطيور المهاجرة، أبرزها البجع.
تُوفر المنطقة المحيطة بالبحيرة مرافق سياحية مثل المنتجعات والحمامات الحرارية (أونسن)، بالإضافة إلى مسارات للمشي والتخييم، ما يجعلها من الوجهات المفضلة لعشاق الطبيعة في اليابان.